# ASP.NET MVC Framework
ASP.NET MVC je webový aplikační framework, který implementuje vzor Model-View-Controller (MVC). Na základě ASP.NET umožňuje vývojářům vytvářet webové aplikace jako složení tří komponent: modelu, pohledu a řadiče. Model představuje stav určitého aspektu žádosti. Model často mapuje databázové tabulky se záznamy v tabulce zastupované podle stavu žádosti. Řadič se zabývá interakcí a aktualizací modelu, aby odrážel změny ve stavu aplikace a potom předává informace do pohledu. Pohled přijímá nezbytné informace od regulátoru a vykresluje změněné uživatelské rozhraní.
V dubnu 2009 byl zdrojový kód ASP.NET MVC uvolněn pod Microsoft Public License (MS-PL). ASP.NET MVC je lehký, vysoce testovatelný framework, který je integrován s existujícími funkcemi ASP.NET. Některé z těchto integrovaných funkcí jsou stránky předlohy a autorizace na základě členství. ASP.NET MVC framework spojuje dvojice modelů, pohledů a řadičů pomocí rozhraní, a tím umožňuje aby byla každá součást testována samostatně.